# Московский 1-й лейб-драгунский полк
1-й лейб-драгунский Московский Императора Петра Великого полк — кавалерийская воинская часть Русской императорской армии. С 1813 по 1856 годы полк входил в состав 1-й драгунской дивизии, с 1856 года — в состав 1-й кавалерийской дивизии.
Старшинство полка — 25 июня 1700 года. Полковой праздник — 21 мая, день иконы Владимирской Божией Матери.
Квартиры: Слоним (1796), Боровичи (1806), Слуцкий уезд (1807) Острогожск (1818—1820), Воронеж (1837, 1849, 1853), Тельши Ковенской губернии (1859, 1861), Вильно (1863), Кашин (1866—1875), Тверь (1875—1914).

## История
- 20 января 1700 года — Высочайшее повеление адмиралу боярину Ф. А. Головину о формировании драгунского полка из дворянских недорослей.
- 1 февраля 1700 года — Начало формирование (в селе Преображенском при Преображенском драгунском полку). Сначала именовался как Преображенский драгунский полк, затем драгунский полк генерала Вейде.
- с 25 июля 1700 года — Драгунский полковника Гулица полк[4] в составе 8 рот по 100 человек в каждой.
- Август 1700 года — Приведен к 12-ротному составу.
- 22 августа 1700 года — В составе дивизии бригадира Вейде выступил в поход на Нарву, прибыв в лагерь в начале октября.
- Ноябрь 1700 года — Участвовал в Нарвском сражении.
- Декабрь 1701 года — В составе кавалерии Б. П. Шереметева участвовал в «свейском походе» и нападении на главные силы шведов под командованием Шлиппенбаха у д. Эрестфера.
- 1702 год — Драгунский полковника фон Вердена полк, приведен к составу 11 рот: 10 драгунских и одной копейной.
- 18 июля 1702 года — Участвовал в сражении при Гуммельсгофе.
- 11 августа 1702 года — Выступил в набег на город Вольмар, который захватил и сжег, разбив стоявший там шведский гарнизон.
- 1703 год — Драгунский полковника фон Рённе полк.
- 1705 год — Приведен к 10-ротному составу.
- Октябрь 1706 года — Московский драгунский полк.
- 23 января 1709 года — Гренадерская рота полка отчислена для включения в конно-гренадерский полк Хлопова под номером 1.
- 27 июня 1709 года — Участвовал в Полтавской битве.
- 1711 год — Участвовал в Прутском походе.
- 1723 год — Участвовал в «низовом походе» у Дербента, Горячего колодца, в Кабарде.
- с 16 февраля 1727 года — Рязанский драгунский полк.
- с 13 ноября 1727 года — Московский драгунский полк.
- 28 октября 1731 года — Приведен к составу 10 драгунских рот, гренадеры распределены по 10 человек на каждую роту.
- в 1735—1739 годах — Участвовал в русско-турецкой войне.
- 30 марта 1756 года — Приведен к шестиэскадронному составу: две гренадерских и 10 драгунских рот.
- с 14 января 1763 года — Московский карабинерный полк, приведен в пятиэскадронному составу.
- в 1768—1774 годах — Участвовал в русско-турецкой войне.
- 24 октября 1775 года — Присоединен в качестве 6-го эскадрона эскадрон Тверского карабинерного полка.
- в 1787—1791 годах — Участвовал в русско-турецкой войне.
- 17 октябрь 1788 — Выделен эскадрон на усиление Псковского карабинерного полка, взамен сформирован новый.
- с 29 ноября 1796 года — Московский драгунский полк, приведен к пятиэскадронному составу.
- с 31 октября 1798 года — Драгунский генерал-майора Свечина 2-го полк.
- в 1799 году — Участвовал в Швейцарском походе в составе корпуса генерал-лейтенанта Римского-Корсакова.
- Февраль — март 1800 года — Присоединены 75 нижних чинов драгунского генерал-майора Шредера 2-го полка.
- с 3 мая 1800 года — Драгунский генерал-майора Безобразова полк.
- с 29 марта 1801 года — Московский драгунский полк.
- 16 мая 1803 года — Выделен эскадрон на формирование Курляндского драгунского полка, взамен сформирован новый.
- в 1806—1807 годах — Участвовал в сражениях при Голымине, Прейсиш-Эйлау, Гейльсберге, Фридланде.
- в 1809 году — Участвовал в Австрийском походе в составе корпуса генерала от инфантерии князя Голицына.
- 12 октября 1811 года — Выделены офицеры и нижние чины на сформирование Астраханского кирасирского полка.
- в 1812 году — Участвовал в Отечественной войне в составе 2-го кавалерийского Резервного корпуса Западной армии Барклая де Толли.
  - 26 августа — Участвовал в Бородинском сражении в районе батареи Раевского, принимал участие в знаменитой кавалерийской атаке, возглавленной лично Барклаем де Толли. Полк потерял 24 человека убитыми, 20 — пропавшими без вести и 46 ранеными.
  - 29 августа — Участвовал в бою при с. Крымском.
  - 26 октября — Участвовал в бою под Дорогобужем.
  - 4 ноября — Участвовал в сражении под Красным (тяжело ранен командир полка подполковник Залесский).

В то время, когда атака вице-короля италиянского была отражена и он принужден был удалиться. Московский драгунский полк под командою неустрашимого полковника Давыдова (Николая Владимировича) врубился в отдалившуюся колонну пехоты из двух тысяч человек; но до того изнурены были лошади в полку, что из средины колонны не могли проникнуть до её хвоста. В таковой же степени истощения и усталости была неприятельская пехота, что не имела сил не только защищаться, но даже двигаться, бросила оружие и сдалась в плен. Взят орел, принадлежавший одному из знаменитых полков. Успех оружия нашего в действии нынешнего дня мог иметь важные последствия, но наступившая темнота заставила войска отойти на отдохновение, для всех необходимое, на прежний ночлег.
- 27 декабря 1812 года — Приведен в состав шести действующих и одного запасного эскадронов.
- в 1813—1814 годах — Участвовал в заграничных походах.
- 7 мая 1815 года — Присоединена часть Московского казачьего графа Дмитриева-Мамонова полка.
- в 1828—1829 годах — Участвовал в русско-турецкой войне.
- 20 декабрь 1828 года — Присвоен № 1 на гербы и пуговицы.
- 18 октября 1829 года — Вместо запасного эскадрона образован пеший резерв.
- 21 марта 1833 года — Приведен в состав 10-ти действующих и 1 резервного эскадронов (присоединены 1-й и 2-й эскадроны и пеший резерв Северского конно-егерского, 5-й эскадрон Тираспольского конно-егерского и половина пешего резерва Польского уланского полков; присвоено старшинство и знаки отличия Северского конно-егерского полка).
- 23 марта 1835 года — Резервный эскадрон упразднен, взамен причислен с переименованием в резервный 3-й действующий эскадрон Екатеринославского кирасирского полка.
- 26 августа 1837 года — Драгунский Его Императорского Высочества Наследника Цесаревича полк.
- в 1853—1856 годах — Участвовал в Крымской войне на Дунайском театре.
  - 5 февраля 1855 года — Участвовал в штурме Евпатории.
- с 19 февраля 1855 года — Лейб-драгунский Его Величества полк.
- 26 июня 1856 года — Приведен в состав 8-ми действующих и двух резервных эскадронов.
- 18 сентября 1856 года — Одна половина полка приведена в состав 4-х действующих и двух резервных эскадронов с сохранением наименования. Из второй половины (5-й, 6-й, 7-й, 8-й и 10-й эскадроны) сформирован Елисаветградский драгунский полк с присвоением старшинства и знаков отличия Северского конно-егерского полка.
- с 19 марта 1857 года — Лейб-драгунский Московский Его Величества полк.
- с 25 марта 1864 года — 1-й лейб-драгунский Московский полк.
- в 1877—1878 годах — Участвовал в русско-турецкой войне в составе отряда генерала Скобелева 2-го.
  - 8 января 1878 года — Вместе с Санкт-Петербургским уланским полком занял Адрианополь, захватив 26 орудий, за что был награждён Георгиевским штандартом.
- 11 августа 1883 года — Приведен в шестиэскадронный состав.
- 16 июля 1891 года — Выделен эскадрон на формирование Татарского 47-го драгунского полка, взамен сформирован новый.
- с 2 ноября 1894 года — Московский 1-й лейб-драгунский императора Александра III полк[4].
- 4 декабря 1901 года — Выделен взвод на формирование Финляндского 55-го драгунского полка, взамен сформирован новый.
- с 27 июня 1909 года — 1-й лейб-драгунский Московский Императора ПЕТРА ВЕЛИКОГО полк.
- в 1914—1918 годах — Участвовал в Первой мировой войне (в операциях 1-й, 10-й и 5-й армий на Северо-Западном, а затем Северном фронте).
- Март 1918 года — Расформирован.

## Форма 1914 года

### Мундир
Общедрагунская форма. Мундир, воротник, околыш, выпушка на погоне, околыше - тёмно-зелёный, обшлаг, погон, клапан на воротник, шинель, пальто, нитяные каймы, тулья, выпушка на околыше - алый. прибор - золото

## Шефыполка
- 03.12.1796 — 03.03.1798 — генерал-майор Козлов, Дмитрий Фёдорович
- 03.03.1798 — 03.05.1800 — генерал-майор (с 27.01.1800 генерал-лейтенант) Свечин, Александр Сергеевич
- 03.05.1800 — 27.06.1807 — генерал-майор Безобразов, Николай Алексеевич
- 27.06.1807 — 01.09.1814 — полковник (с 18.07.1813 генерал-майор) Давыдов, Николай Владимирович
- 26.08.1837 — 01.03.1881 — император Александр II
- 01.03.1881 — 21.10.1894 — император Александр III (26.02.1874 — 01.03.1881 был вторым шефом)
- 27.06.1909 — ??.03.1918 — вечный шеф Император Пётр I Великий

## Командиры
- 17.04.1763 — 20.06.1769 — полковник (с 22.09.1768 бригадир) Протасов, Пётр Степанович
- хх.хх.1769 — 17.03.1774 — полковник фон Левиз, Рейнгольд (Фёдор) Фёдорович
- 22.09.1775 — 28.06.1782 — полковник (с 24.11.1780 бригадир) Загряжский, Борис Александрович
- хх.хх.1782 — 14.04.1789 — полковник (с 01.01.1787 бригадир) Корф, Алексей Григорьевич
- хх.хх.1789 — хх.хх.1794 — полковник (с 25.03.1791 бригадир) Козлов, Дмитрий Фёдорович
- хх.хх.1794 — 30.10.1797 — полковник Муромцев, Николай Селиверстович
- 31.03.1798 — 20.08.1798 — полковник фон Шрейдерс, Вильгельм Христианович
- 11.11.1798 — 21.05.1803 — подполковник (с 11.07.1799 полковник) Дертен, Иван Вилимович
- 04.07.1805 — 28.09.1806 — полковник Хрущёв, Иван Алексеевич
- 22.04.1812 — 10.03.1813 — подполковник Залеский, Антон Николаевич
- 10.03.1813 — 15.01.1815 — майор Мачеварианов
- 15.01.1815 — 06.01.1816[7] — полковник Гирш, Иван Христианович
- 09.01.1816 — 25.07.1816 — полковник Журавлёв, Александр Акимович
- 01.08.1816 — 10.08.1820 — полковник барон Гейсмар, Фёдор Клементьевич
- 17.08.1820 — 02.05.1822 — полковник фон Сухтелен, Константин Петрович
- 02.05.1822 — 16.09.1826 — полковник Бестужев, Григорий Васильевич
- 16.09.1826 — 27.06.1831 — полковник Данненберг, Иван Петрович
- 27.06.1831 — 04.03.1846 — подполковник (с 01.04.1832 полковник, с 06.12.1840 генерал-майор) Левенец, Василий Михайлович
- 04.03.1846 — 21.04.1849 — полковник (с 06.12.1846 генерал-майор) барон Каульбарс, Карл Романович
- 21.04.1849 — 29.03.1855 — полковник (с 19.04.1853 генерал-майор) фон Кронек, Иосиф Адамович
- 29.03.1855 — 13.01.1861 — полковник Моравский, Фёдор Степанович
- 13.01.1861 — 11.06.1861 — полковник Манвелов, Николай Николаевич
- 11.06.1861 — 01.01.1865 — полковник Фишер, Фёдор Карлович
- 01.01.1865 — 21.03.1869 — полковник фон Рейтерн, Роман Романович (Герман Германович)
- 21.03.1869 — 16.04.1872 — полковник (с 26.11.1869 флигель-адъютант) Лерхе, Мориц Густавович
- 23.04.1872 — 30.08.1874 — полковник Макаров, Павел Павлович
- 30.08.1874 — хх.хх.1876 — полковник Моравский, Елисей Степанович
- 20.11.1876 — 31.08.1881 — полковник Языков, Николай Константинович
- 31.08.1881 — 10.02.1891 — полковник Марков, Михаил Илларионович
- 20.02.1891 — 16.03.1893 — полковник Ризенкампф, Антон Егорович
- 16.03.1893 — 08.03.1895 — полковник Новосильцов, Антон Васильевич
- 14.03.1895 — 02.06.1895 — полковник Чичагов, Михаил Михайлович
- 11.06.1895 — 18.12.1900 — полковник Офросимов, Дмитрий Петрович
- 22.03.1901 — 21.03.1902 — полковник Шейдеман, Сергей Михайлович
- 20.04.1902 — 05.12.1905 — полковник Безладнов, Василий Львович
- 16.12.1905 — 12.12.1907 — полковник Хмелёв, Василий Васильевич[8]
- 12.12.1907 — 18.08.1912 — полковник (с 27.06.1909 флигель-адъютант) князь Енгалычев, Николай Александрович
- 27.08.1912 — 27.12.1914 — полковник Кононов, Сергей Кузьмич
- 27.12.1914 — 15.01.1917 — полковник (с 07.06.1916 генерал-майор) Бискупский, Василий Викторович
- 04.02.1917 — 14.04.1917 — полковник Спокойский-Францевич, Николай Евгеньевич
- 14.04.1917 — хх.хх.хххх — полковник Елчанинов, Сергей Георгиевич

## Боевое отличие
- Георгиевский полковой штандарт с надписью: «За быстрое наступление и занятие Адрианополя 1878 г.»[4].
- 25 июня 1900 года Московцы праздновали свой 200-летний юбилей и получили новый Георгиевский штандарт с надписями: «За быстрое наступление и занятие Адрианополя в 1878 г.» и «1700—1900», с Александровской юбилейной лентою[1].

## Известные люди, служившие в полку
- Волконский, Владимир Михайлович, князь — товарищ председателя III и IV Государственных дум.
- Келлер, Фёдор Артурович, граф — генерал-лейтенант, Главнокомандующий белой Северной армией.
- Клушин, Павел Николаевич — сенатор.
- Максимовский, Михаил Семёнович — генерал, профессор Николаевской академии Генерального штаба.
- Тютчев, Фёдор Фёдорович — писатель.